# Totenkirchl
Totenkirchl – szczyt w pasmie Kaisergebirge, części Północnych Alp Wapiennych. Leży w Austrii w kraju związkowym Tyrol. Sąsiaduje z Karlspitzen.
Pierwszego wejścia w 1881 r. dokonał Gottfried Merzbacher.